# Институт экогигиены и токсикологии имени Л. И. Медведя
Институт экогигиены и токсикологии им. Л. И. Медведя (укр. Інститут екогігієни та токсикології ім. Л. І. Медведя) — государственное научно-медицинское учреждение Украины.

## История
Институт основан в 1964 академиком, заслуженным деятелем науки УССР, Львом Ивановичем Медведем и известен в мире как ВНИИГИНТОКС (Всесоюзный научно исследовательский институт гигиены и токсикологии пестицидов, полимерных материалов и пластических масс). Институт принимает участие в деятельности международного медицинского и научного сообщества, работает постоянный комитет европейского регионального комитета ВОЗ.

## Деятельность
Занимается проведением комплексных токсикологических, гигиенических, химико-аналитических и клинических исследований, направленных на изучение многообразного взаимодействия организма человека с окружающей средой и осуществляется по таким основным направлениям:
- выявление механизмов патологического действия вредных химических факторов окружающей среды на здоровье человека, определение степени их опасности и оценка риска;
- подготовка проектов законодательных и нормативных актов в области здравоохранения;
- санитарно-гигиеническая экспертиза и разработка критериев, показателей, нормативных величин, гарантирующих безопасность при производстве и применении отечественной и импортной продукции;
- разработка научных основ информатизации гигиенических и токсикологических исследований, санитарно-гигиенической экспертизы, государственного санитарно-эпидемиологического надзора;
- оказание медицинской помощи и мониторинг здоровья лиц, подвергшихся вредному воздействию химических факторов.

Результаты научных разработок института имеют теоретическое значение и легли в основу создания системы профилактических мероприятий по безопасному применению пестицидов, агрохимикатов, полимерных и пластических масс.
Институт аттестован и акредитован Министерством здравоохранения Украины на право гигиенической регламентации пестицидов и агрохимикатов, полимерных и синтетических материалов, химических веществ, пищевых продуктов и других сопутствующих товаров, разработки и утверждения токсиколого-гигиенического паспорта. А также проведения санитарно-гигиенической экспертизы, токсиколого-гигиенических и медико-биологических исследований и обоснования заключений относительно возможностей ввоза, применения и регистрации в Украине:
- пестицидов и агрохимикатов;
- полимерных и синтетических материалов и изделий из них;
- пищевых продуктов и продовольственного сырья, сопутствующих материалов, технологий и оборудования для пищевой промышленности;
- строительных материалов;
- мебели;
- лакокрасочных материалов и клеевых композиций;
- изделий медицинского назначения и средств личной гигиены;
- товаров детского ассортимента;
- средств бытовой химии и парфюмерно-косметической продукции.

В институте функционирует центр санитарно-гигиенической экспертизы и сертификационных испытаний пищевых продуктов, материалов и веществ, которые применяются в пищевой промышленности (ЦЭСИ), акредитованный Министерством здравоохранения и Госстандартом Украины на техническую компетентность и независимость.
Медицинскую помощь лицам, которые имеют контакт с химическими веществами оказывает Клиника ЭКОГИНТОКСА в составе которой функционируют следующие структурные подразделения:
- консультативная поликлиника;
- лабораторно-диагностическое отделение;
- стационар с отделениями аллергологического, неврологического, кардиологического и гастроэнтерологического профиля;
- научный отдел профессиональной и экологически зависимой патологии;
- научный отдел диетологии, лечебного и специального питания.

Институт выполняет научно-исследовательские, экспертные токсиколого-гигиенические, санитарно-микробиологические и арбитражные исследования по контрактам (соглашениям), договорам с отечественными и зарубежными фирмами, предприятиями, организациями:
- санитарно-гигиеническая экспертиза отечественной и импортной продукции, нормативных документов в части обеспечения безопасности для здоровья;
- проведение токсиколого-гигиенических и санитарно-химических исследований;
- сертификационные испытания;
- клинические и предклинические испытания;
- медицинская помощь, диспансеризация, оценка условий труда.

Современное оборудование позволяет проводить исследования на уровне международных стандартов соответственно требованиям GLP.

### Руководители
Директор института — Николай Георгиевич Проданчук, доктор медицинских наук, профессор, член-корреспондент АМН Украины.